# تيم هاردينغ (كاتب)
تيم هاردينغ (بالإنجليزية: Tim Harding)‏ هو لاعب شطرنج وكاتب أيرلندي، ولد في 6 مايو 1948 في لندن في المملكة المتحدة.

## وصلات خارجية
- الموقع الرسمي
- تيم هاردينغ على موقع الاتحاد الدولي للشطرنج (الإنجليزية)
- تيم هاردينغ على موقع مباريات الشطرنج (الإنجليزية)
- تيم هاردينغ على موقع Chesstempo.com (الإنجليزية)
- تيم هاردينغ على موقع اتحاد المراسلات الدولية للشطرنج (الإنجليزية)
- تيم هاردينغ سجل أولمبياد الشطرنج على موقع OlimpBase.org (الإنجليزية)